# Канзас (група)
Вижте пояснителната страница за други значения на Канзас.
„Канзас“ (на английски: Kansas) е рок група, създадена през 1970 година в град Топика, щата Канзас, САЩ.
Започвайки дейността си в началото на 1970-те години, до края на десетилетието „Канзас“ добива култов статус в средите на почитателите си. Всичките ѝ студийни албуми от онова десетилетие добиват златен или платинен статус от продажбите си. От онози период са големите хитове на групата Carry On Wayward Son и Dust in the Wind. В края на 1970-те и началото на 1980-те години „Канзас“ е сред най-популярните групи в световен мащаб.
Към средата на 1980-те години формацията прекратява дейност за кратък период, но през 1985 година групата се завръща на сцената с реформиран състав, включващ настоящия китарист на „Дийп Пърпъл“ – Стив Морз, който остава в „Канзас“няколко години, участвайки в издаването на 2 студийни албума на групата.
През 1990-те и 2000-те години ядрото от първоначалните членове – Стив Уолш, Фил Ехарт и Рич Уилямс, продължава да движи формацията в предимно концертната им дейност.

## Ранни години
През 1970 година членовете на 2 музикални групи от град Топика в щата Канзас формират нова прогресив рок-формация. Това са басистът Дейв Хоуп и барабанистът Фил Ехарт – от групата „Уайт Кловър“, и вокалистът Лин Мередит, китаристът Кери Ливгрен, саксофонистът Лари Бейкър и клавиристите Дон Монтре и Дан Райт от група на име „Саратога“.
Тази ранна формация е наричана „Канзас I“ и просъществува кратко – до 1971 година, когато Ехарт и Хоуп напускат, за да реформират „Уайт Кловър“. През 1972 година към тях се присъединяват виолонистът и вокалист Роби Стейнхард, клавиристът Стив Уолш и китаристът Рич Уилямс. Година по-късно – през 1973 г., съставът се допълва и от Кери Ливгрен. Тогава получават предложение за професионален договор от продуцента и музикален мениджър Дон Киршнър и решават да възприемат името „Канзас“. Едноименният дебютен албум излиза през следващата 1974 година.

## Състав
Текущ състав
- Фил Ехарт – барабани, перкусии
- Рич Уилямс – китара
- Били Гриър – бас, вокали
- Дейвид Рагсдейл – виола, китара, вокали
- Рони Плат – вокали, клавишни
- Дейвид Мениън – клавишни

2000-те години
| Рич Уилямс | Стив Уолш | Фил Ехарт | Били Гриър | Дейвид Рагсдейл |
| ---------- | --------- | --------- | ---------- | --------------- |
|            |           |           |            |                 |

## Времева линия
Долната графика показва членовете на „Канзас“ по години и инструменти. С удебелени черни вертикални линии е отбелязано излизането на студийните албуми.

## България
През 2008 година „Канзас“ посещава България за първи път. Групата изнася концерт на 23 юни в Зала 1 на Националния дворец на културата в София. Съставът на формацията за концерта е от Стив Уолш, Фил Ехарт, Рич Уилямс, Били Гриър и Дейвид Рагсдейл.
Точно 3 години по-късно – на 20 юни 2011 година, „Канзас“ изнася пак концерт в същия състав, отново в Зала 1 на НДК.

## Дискография
Студийни албуми:
- 1974 Kansas  – (златен албум в САЩ)
- 1975 Song for America  – (златен албум в САЩ)
- 1975 Masque  – (златен албум в САЩ)
- 1976 Leftoverture  – (4х платинен албум в САЩ)
- 1977 Point of Know Return  – (4х платинен албум в САЩ)
- 1979 Monolith  – (Платинен албум в САЩ)
- 1980 Audio-Visions  – (златен албум в САЩ)
- 1982 Vinyl Confessions
- 1983 Drastic Measures
- 1986 Power
- 1988 In the Spirit of Things
- 1995 Freaks of Nature
- 1998 Always Never the Same
- 2000 Somewhere to Elsewhere
- 2016 The Prelude Implicit
- 2020 The Absence of Presence